# Sarenne
La Sarenne est un torrent du Sud-Est de la France, dans le massif des Grandes Rousses, en Isère. 

## Géographie
De 16,5 km de longueur, elle prend source au glacier de Sarenne, un glacier en voie de disparition qui ne mesure plus que 10 m d'épaisseur en 2021 situé près de l'Alpe d'Huez, et se jette dans la Romanche à La Paute, près du Bourg-d'Oisans
Les gorges qu'elle forme en aval du col de Sarenne jusqu'à son débouché dans la plaine du Bourg-d'Oisans sont empruntées par des pistes de ski qui desservent les télésièges de Chalvet, des Lombards et Alpauris, ce dernier traversant les gorges en effectuant une liaison entre les stations d'Alpe d'Huez et d'Auris-en-Oisans.

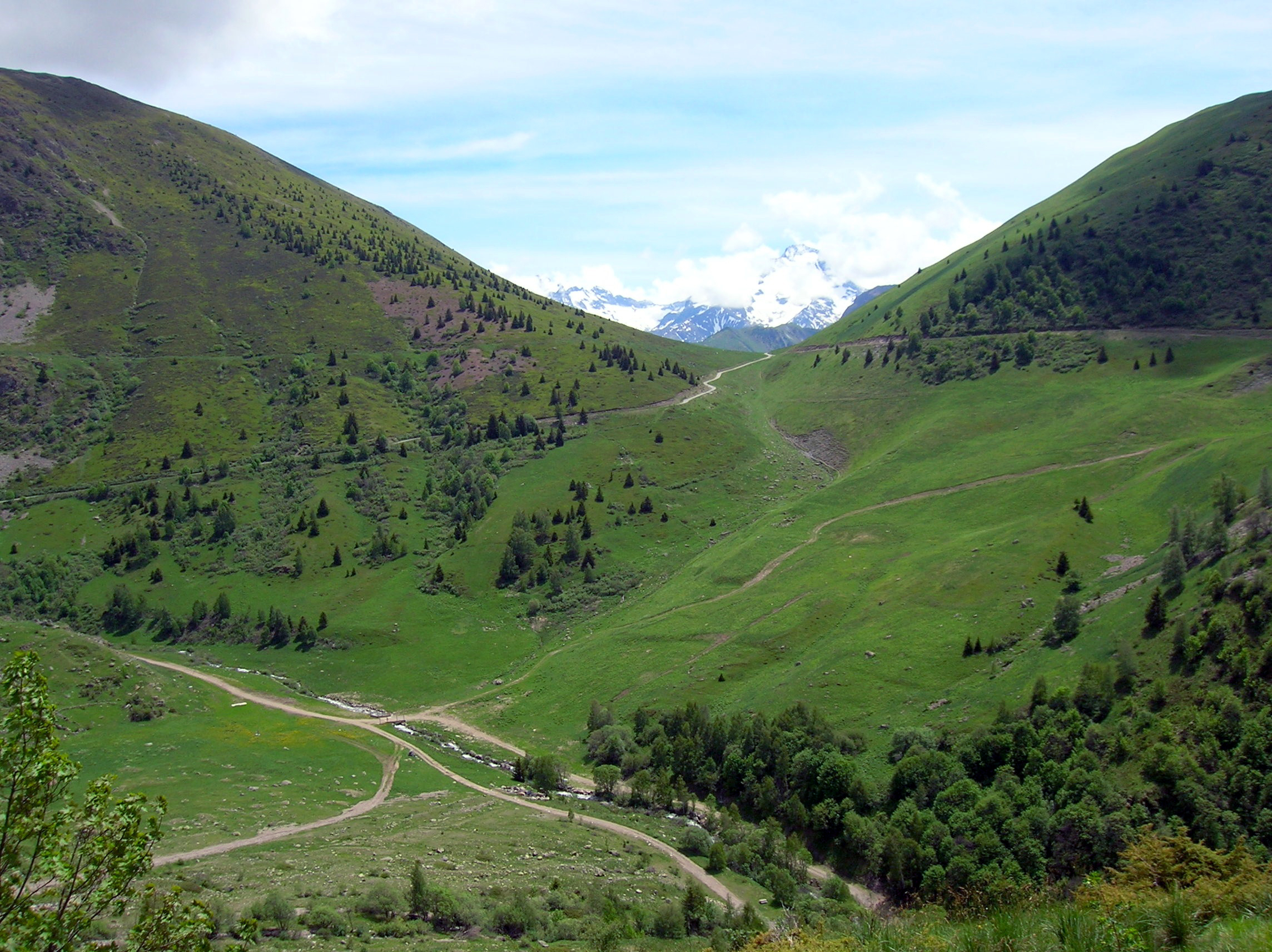
La Sarenne au pied du col de Cluy.

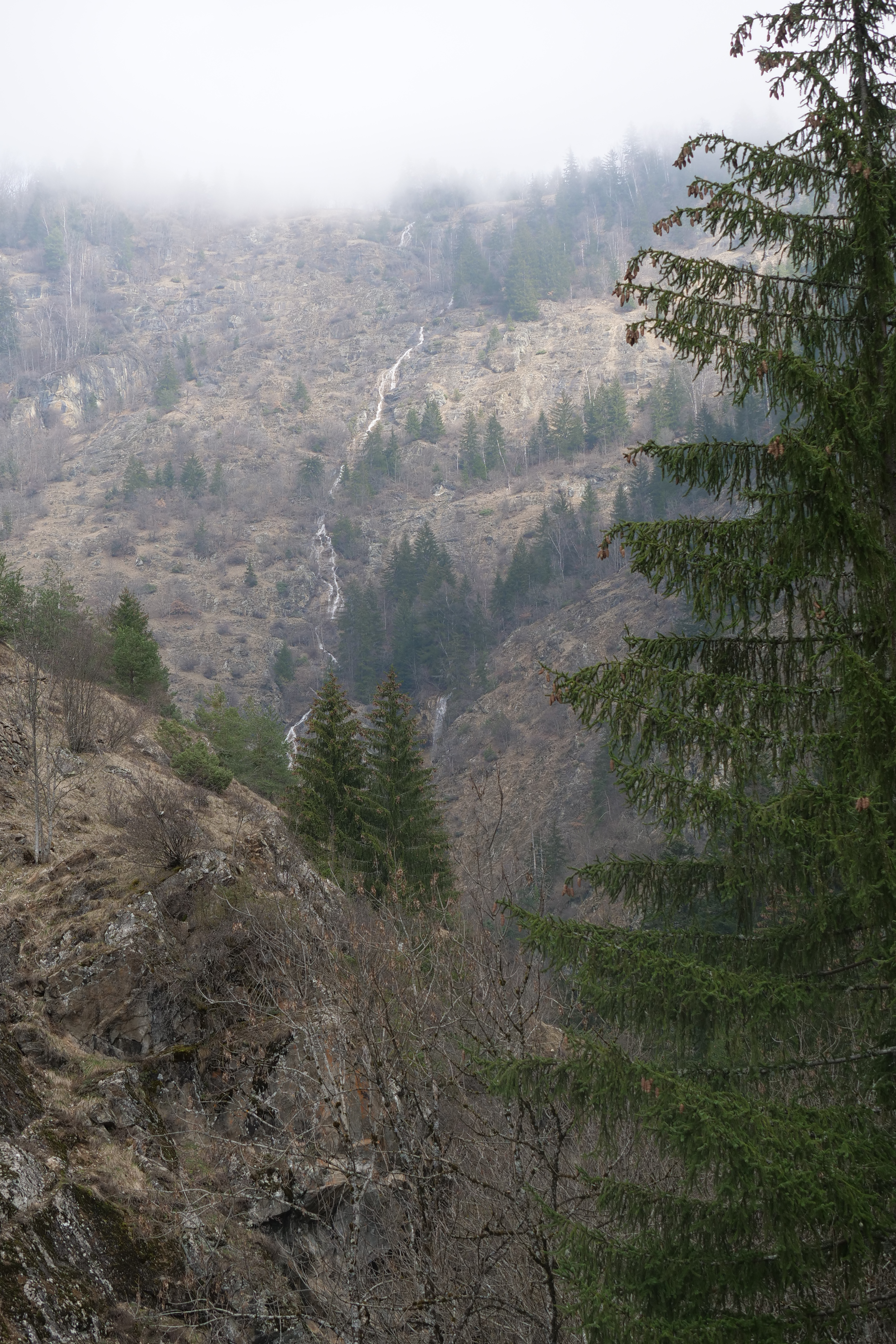
La cascade de la Piche en rive droite de la Sarenne, en aval d'Huez.